# ديف ويلسون (مخرج)
ديف ويلسون (بالإنجليزية: Dave Wilson)‏ هو مخرج أمريكي، ولد في 1932، وتوفي في 30 يونيو 2002 بسبب أم الدم الأبهرية.